# タオスの反乱
タオスの反乱(Taos Revolt)は、米墨戦争の間の1847年に、現在のニューメキシコ州の支配権がメキシコからアメリカ合衆国に移ったことに反発し、地元のプエブロ族インディアンとメキシコ人が起こした反乱暴動である。

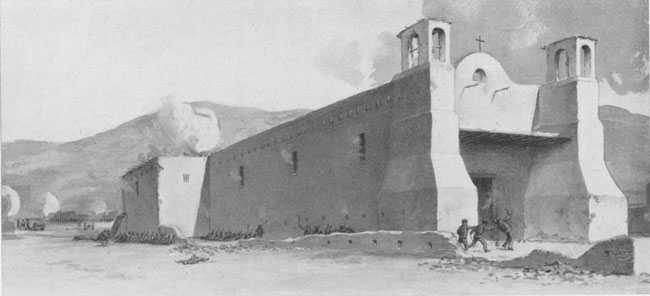
タオスの反乱によるジョン・バーグウィンの死

## 背景
1846年8月、メキシコと合衆国の国境領土の奪い合いである米墨戦争のなか、ニューメキシコのマヌエル・アルミホ総督がサンタフェの戦いで無抵抗降参したことにより、ニューメキシコはスティーブン・ワッツ・カーニーの指揮する合衆国軍の手に落ちた。カーニーがカリフォルニアへ出発する際、彼はスターリング・プライス大佐にニューメキシコ駐留米軍の指揮を取らせ、サンタフェ近くのベント砦でインディアンと交易をおこなっていたチャールズ・ベントを最初のニューメキシコの植民地総督に任命した。
多くのメキシコ人は、アルミホの降参と合衆国の支配に納得が行かず、カーニーが出発した後、サンタフェの反乱者たちはタオス族ら地元のインディアンを焚きつけて、クリスマスの蜂起を企てた。これは結局合衆国当局に発見されて、蜂起の計画は延期を余儀なくされた。

## 反乱
1847年1月19日朝、ヒスパニック系メキシコ人のパブロ・モントヤや、タオス族プエブロ・インディアンのトマス・ロメロ（トマシート）ら反乱者たちは、ドン・フェルナンド・デ・タオス (現在のニューメキシコ州タオス)で蜂起を開始した。トマシートらタオス族インディアンは、チャールズ・ベント知事の家に行き、ドアを壊し、ベントを狙って数回矢を放ち、頭の皮を剥ぎ、彼の妻と子供たちの前で殺害した。殺害に使われた矢は、ベントがかつて交易でインディアンたちに売ったものだった。
他の数名の政府高官たちも同様に殺害されるか、負傷させられた。翌日、およそ500名のメキシコ人とインディアンの暴徒は、タオスから数マイル離れたアロヨ・オンドにあるシミオン・ターリーズ製粉所を攻撃し取り囲んだ。8名から10名のマウンテンマンが製粉所を守り、一日中続いた戦闘の後、ジョン・デイヴィッド・アルバートとトマス・タイト・トビンの二人のマウンテンマンが生き残った。二人は夜の戦闘のいざこざの間、別々に徒歩で逃亡した。同日、メキシコ人暴徒らは、モラの村を通過していた7名のアメリカ白人商人を殺害した。後にスターリング・プライス大佐は、「反乱者たちは合衆国政府の支配を承認するすべての人に死を与えることを目的としていた」、と書いている。

## 合衆国の対応
合衆国は、反乱の鎮圧のため即座に動いた。ジェシー・I・モリン大尉によるモラの戦い(モラ最初の戦いモラ第二の戦い)で反乱者が敗れるまでの間、プライス大佐率いる300名以上の米軍が、ベント知事のビジネスパートナーのセラン・セント・ブラインが組織したおよそ65名の志願兵(数名のニューメキシコ人を含む)と共に、サンタフェからタオスに向かった。途中、カニャダの戦いとエンブド峠の戦い(w:Battle of Embudo Pass)において1,500名のメキシコ人とインディアンを打ち負かした。暴徒らはタオス・プエブロに撤退し、そこで分厚い壁のアドベの教会に籠城した。教会への集中砲火によって、150名の反乱者が殺され、400名以上が捕らえられた。
プライスは戒厳令の下、タオスに裁判所を設置し、捕らえた暴徒を裁判にかけた。裁判は15日間行われ、15名に殺人罪と反逆罪で死刑の判決を下した。4月9日、6名の告発された暴徒はタオスのプラザで絞首刑に処され、2週間後には別の5名が処刑された。一年後アメリカ合衆国最高裁判所は、この判決に同意した。他のすべての有罪判決は控訴審を棄却され、全部で少なくとも28名がタオスで処刑された。